# Vœuil-et-Giget
Vœuil-et-Giget è un comune francese di 1 658 abitanti situato nel dipartimento della Charente, nella regione della Nuova Aquitania.

## Società

### Evoluzione demografica
Abitanti censiti